# Aphrodisium gregoryi
Aphrodisium gregoryi är en skalbaggsart som först beskrevs av Cenek Podany 1971.  Aphrodisium gregoryi ingår i släktet Aphrodisium och familjen långhorningar. Inga underarter finns listade i Catalogue of Life.